# Пискуны (Слободской район)
Пискуны — упразднённая в 2018 году деревня в Слободском районе Кировской области России. Входила в состав Шестаковского сельского поселения.

## География
Деревня находится на севере центральной части области, в северной части района, в подзоне южной тайги, у реки Вятка, на расстоянии приблизительно 1 километр (по прямой) на юго-восток от села Шестаково.

## Климат
Климат характеризуется как континентальный, с продолжительной холодной многоснежной зимой и умеренно тёплым летом. Среднегодовая температура — 1,5 °C. Средняя температура воздуха самого холодного месяца (января) составляет −14,2 °C (абсолютный минимум — −45 °С); самого тёплого месяца (июля) — 17,8 °C (абсолютный максимум — 35 °С). Безморозный период длится в течение 120—125 дней. Годовое количество атмосферных осадков — 550—600 мм, из которых около 70 % выпадает в тёплый период. Снежный покров устанавливается в конце октября и держится около шести месяцев.

## Топоним
Известна в середине XIX века как деревня Василия Протасова или Пискуны, к 1939 году как Пискуны (Василия Протасова), к 1950 году — Пискуны.

## История
Учтена впервые в «Списке населённых мест Вятской губернии 1859—1873 гг.».
Снята с учёта 21.12.2018.

## Население
| 2010 |
| ---- |
| 0    |

В 1873 г. — жителей 31 душа, в 1905 г. — 54, в 1926 г. — 66, в 1950 г. — 25, в 1989 оставался 1 постоянный житель. В XXI веке — опустевшая деревня.

## Инфраструктура
Было личное подсобное хозяйство. В 1873 г. — 4 двора, в 1905 г. — 7, в 1926 г. — 12, в 1950 г. — 11.

## Транспорт
Просёлочная дорога. В «Списке населённых мест Вятской губернии 1859—1873 гг.» описана как стоящая «по правую сторону Ношульской коммерческой дороги».